# عمر الشقا (مسلسل)
عمر الشقا مسلسل درامي كويتي إنتاج عام 2009 يتناول القضايا الاسرية وابرزها قضية التبني والنسب كما يناقش مسألة الترابط الاسري واسباب انهياره نتيجة اخطاء المرأة أو الرجل لقلة الوعي، يعتمد العمل على قضية رئيسية تتعلق بحياة الفهد وفي بيتيها وهي تقريباً السر في الاحداث واجسد دور الام التي تعاني من وجود سر في حياتها وتخفيه منذ سنوات طويلة لكن بسبب الظروف والضغوطات تضطر إلى افشائه في النهاية.

## البطولة
| الممثل (ة)     |
| -------------- |
| حياة الفهد     |
| وفاء مكي       |
| محمد جابر      |
| منى شداد       |
| محمود بوشهري   |
| هيا الشعيبي    |
| أحمد المساعد   |
| طارق الكندري   |
| عبد الله بهمن  |
| طيف            |
| أحمد السلمان   |
| إسماعيل الراشد |
| نواف النجم     |
| نادية العاصي   |

## قصة المسلسل
يروي هذا المسلسل قصه بو عادل، رجل الأعمال الثري الذي تزوج من سكرتيرته العربية في لحظة طيش، لكنه يتخلى عنها بعد ولادتها لطفلته.
فتقوم بتركها عند والدها لتهاجر، فيستعين بسائقه «ناجي» وزوجته لرعاية الطفلة على أن يتكفل بكافة المصاريف، حيث تكبر الطفلة «أسرار» في كنف السائق ناجي وسلمى وتنشأ طفلة مدللة في أجواء من الحب والدلال.

## وصلات خارجية
صفحة المسلسل على موقع قناة دبي